# Bannberscheid
Bannberscheid là một xã thuộc một ‘‘Verbandsgemeinde’’ - ở huyện Westerwald trong bang Rheinland-Pfalz, Đức. Xã Bannberscheid có diện tích 1,88 km².
Xã này nằm ở phía bắc Montabaur ở độ cao khoảng 260 mét. Từ năm 1971, xã này thuộc Verbandsgemeinde Wirges, một dạng xã tập thể chỉ có ở bang Rheinland-Pfalz.
Năm 1211, Bannberscheid được đề cập lần đầu trong tài liệu.